# Robin Všetečka
Robin Všetečka (* 19. června 2000) je český lední hokejista hrající na pozici útočníka.

## Život
Mládežnická léta strávil v celku pražské Slavie, za kterou nastupoval též v juniorské kategorii. Během sezóny 2018/2019 nastupoval předně za výběr do devatenácti let tohoto celku, ale objevil se i v šesti zápasech mužského výběru Slavie a zároveň v dalších třech utkáních za HC Kobra Praha. První soutěžní zápas za muže Slavie odehrál 31. října 2018 proti Kadani (2:3 SN) a Všetečka byl jedním z hráčů, které trenér vyslal do samostatných nájezdů.